# Сура Аль-Анкабут
Сура Аль-Анкабут (араб. سورة العنكبوت‎) або Павук — двадцять дев'ята сура Корану. Мекканська, містить 69 аятів.